# 韋白
韋白（Wai Pak，1957年—），原名梅國成。香港前武打演員。1970年代開始在邵氏電影中亮相，曾深受著名導演張徹重用。在邵氏期間，韋白參演過多部武俠片。惟韋白後來因為沒有與邵氏簽約，遂遭到邵氏放棄，於是韋白於1979年轉投嘉禾，投靠其師兄吳宇森，並與劉松仁聯袂主演武俠電影《豪俠》。同年獲《華僑晚報》頒發十大明星金球獎（影劇）。
1984年-1985年間，韋白曾短期加入亞洲電視，參演過《四大名捕重出江湖》等劇。1990年代后期，韋白退出影視圈。據傳他后來移居阿根廷。

## 電影作品
- 1974年 《五大漢》
- 1975年 《血滴子》
- 1975年 《女金剛鬥狂龍女》
- 1975年 《七面人》
- 1975年 《捉姦趣事》
- 1976年 《死囚》
- 1976年 《丁一山》
- 1976年 《少林寺》
- 1977年 《海軍突擊隊》
- 1977年 《射鵰英雄傳》
- 1978年 《射鵰英雄傳續集》 飾 曲靈風
- 1978年 《五毒》 飾 洪文通
- 1978年 《南少林與北少林》 飾 麥風
- 1978年 《烏龍濟公》 飾 馬兆雄
- 1979年 《金臂童》飾 李青冥
- 1979年 《林世榮》 飾 梁寬
- 1979年 《豪俠》 飾 張三
- 1979年 《廣東十虎與後五虎》 飾 黃麒英
- 1980年 《壞小子》 飾 馬山雁
- 1980年 《醉蛇小子》
- 1980年 《師弟出馬》 飾 大師兄
- 1981年 《敗家仔》 飾 歐玉桂
- 1981年 《粉骷髏》 飾 蕭放
- 1988年 《艷鬼凶靈》

## 電視劇（亞洲電視）
- 1985年 《四大名捕重出江湖》 饰 铁手
- 1984年 《云海玉弓缘》飾 陳天宇
- 1984年 《十二金牌》 飾 郭楓

## 電視劇（其它）
- 1976年 《書劍恩仇錄》飾 鐵膽莊莊丁
- 1987年 《侠骨柔情》
- 1987年 《大旗英雄传》飾 文心龙
- 1987年 《天外天》
- 1987年 《柔情似水剑如虹》 飾 李名扬